# Катерачът
„Катерачът“ (на английски: Cliffhanger) е американски екшън приключенски филм от 1993 година, режисиран от Рени Харлин, с участието на Силвестър Сталоун, Джон Литгоу, Майкъл Рукър и Джанин Търнър. Въз основа на концепцията на катерача Джон Лонг, филмът следва Гейб (играе се от Сталоун, който е съавтор на сценария), планински алпинист, който се забърква в неуспешния обир на самолет на САЩ, който лети през скалистите планини. Филмът печели 255 милиона щатски долара в цял свят.

## В България

### Мулти Видео Център (1990-те години)
| Озвучаващи артисти | Даринка Митова Любомир Младенов Мариан Маринов Мариус Донкин Иван Танев |

### Диема Вижън
| Озвучаващи артисти | Даниела Йорданова Силвия Русинова Борис Чернев Светозар Кокаланов Николай Николов Георги Георгиев-Гого |

| Озвучаващи артисти  | Даниела Йорданова Георги Георгиев-Гого Стефан Сърчаджиев-Съра Николай Николов Христо Узунов |
| Преводач            | Калина Пашовска                                                                             |
| Тонрежисьор         | Стефан Дучев                                                                                |
| Режисьор на дублажа | Димитър Кръстев                                                                             |